# Harrison Reed
Harrison James Reed (nascido em 27 de janeiro de 1995) é um futebolista inglês que atua como meio-campista. Atualmente, defende o clube inglês Fulham.